# Ràtio preu-valor comptable
La ràtio preu-valor comptable (en anglès price-to-book ratio o P/B ratio) és una ràtio financera que s'utilitza per comparar el preu del mercat actual d'una empresa amb el seu valor comptable. El càlcul es pot realitzar de dues maneres, però el resultat ha de ser el mateix: 
- En primer lloc, la capitalització borsària de l'empresa es pot dividir pel valor comptable total de l'empresa (amb dades del seu balanç).
- La segona forma, mitjançant valors per acció, és dividir el preu actual de l’acció de l'empresa pel valor comptable per acció (és a dir, el valor comptable de l'empresa dividit pel nombre d’accions en circulació).

Com passa amb la majoria de les ràtios, varia bastant segons la indústria. Les indústries que requereixen més capital solen operar amb ràtios P/VC molt inferiors a, per exemple, les empreses consultores. Les ràtios P/VC s’utilitzen habitualment per comparar bancs, ja que la majoria d’actius i passius dels bancs es valoren constantment a valor de mercat. Una ràtio P/VC més alta implica que els inversors "esperen" que la gestió creï més valor a partir d'un conjunt determinat d'actius (o que el valor de mercat dels actius de l'empresa sigui significativament superior al seu valor comptable). No obstant això, les ràtios P/VC no proporcionen cap informació sobre la capacitat de l'empresa de generar beneficis per als accionistes.
Aquesta proporció també dona una idea de si un inversor paga massa pel que quedaria en el cas que l'empresa fes fallida immediatament. Per a les empreses en dificultats, el valor comptable es calcula normalment sense els actius intangibles, que no tindrien valor de revenda.

## Valor comptable total vs valor comptable tangible
Tècnicament, el P/VC es pot calcular incloent o excloent els actius intangibles i el fons de comerç. Quan s'exclouen els actius intangibles i el fons de comerç, la proporció sovint s’especifica com a "preu/valor comptable tangible" o "preu/llibre tangible".

## Valor i limitacions
Excepte en el cas d’una petita minoria d’empreses, com les empreses immobiliàries, el valor comptable té poca o cap relació amb el valor real de les empreses. Les partides del balanç són el resultat de diverses transaccions, registrades mitjançant una doble entrada en un moment determinat, en la mesura que no formen part del compte de pèrdues i guanys en aquest moment. Els actius i passius que comprenen el valor comptable es comptabilitzen principalment al seu cost històric.
En moltes de les empreses actuals, els seus actius més valuosos no apareixen al balanç i, per tant, no s’inclouen al valor comptable. El valor comptable no té sentit en empreses com Apple, Microsoft, Google, Amazon o GlaxoSmithKline, on el seu capital intel·lectual i la notorietat de marca són molt més valuosos que els seus actius comptables, però no s’hi inclouen al balanç. Això fa generalment que el valor de mercat de l'empresa sigui superior al seu valor comptable.
A l'època de Benjamin Graham els valors comptables eren més rellevants, ja que la majoria de les empreses tenien llavors inversions importants en actius materials i aquests actius representaven la major part del valor de la companyia. El valor de moltes empreses actuals és molt diferent dels seus valors comptables i no hi ha cap relació entre els seus valors intrínsecs i els seus valors comptables. Per això, Warren Buffett va dir en el seu informe anual del 2000: "En tots els casos, el que és clar és que el valor comptable no té sentit com a indicador de valor".